# Đô la Eisenhower
Đô la Eisenhower là đồng xu mang mệnh giá một đô la Hoa Kỳ, phát hành từ năm 1971 đến năm 1978. Đồng một đô la này được lấy theo tên Tổng thống Dwight D. Eisenhower, do mặt trước của nó khắc chân dung ông. Đồng xu này cũng có tên gọi phổ biến khác là Đô la Ike, với Ike là tên viết tắt của tên Tổng thống Eisenhower.

## Thông số và lịch sử
Đồng đô la Eisenhower  có ba phiên bản chính: phiên bản lưu hành có thành phần không gồm bạc, và hai phiên bản sưu tập có chứa 40% bạc. Theo A Guide Book of United States Coins, đồng đô la Eisenhower các thông số của hai loại đồng đô la Eisenhower bằng đồng-nickel, và có thành phần bạc (quen gọi là silver clad) như sau:
| Phiên bản             | Đường kính | Cạnh | Khối lượng | Thành phần                                              |
| --------------------- | ---------- | ---- | ---------- | ------------------------------------------------------- |
| Phiên bản đồng-nickel | 38.1 mm    | Khía | 22,68 gram | Lớp ngoài: 75% đồng, 25 % nickel Lõi: 100% đồng         |
| Phiên bản bạc         | 38.1 mm    | Khía | 24,59 gram | Lớp ngoài: 80% bạc, 20% đồng Lõi: 20,9% bạc, 79,1% đồng |

Đồng đô la Eisenhower là đồng xu một đô la chính thức đầu tiên của Hoa Kỳ được đúc kể từ năm 1935. Đồng xu có mặt trước khắc họa hình tổng thống Hoa Kỳ Eisenhower, trong khi mặt sau đó được khắc họa hình ảnh kỷ niệm chuyến du hành Mặt Trăng của tàu vũ trụ Apollo vào năm 1969. Thiết kế đồng xu này được Frank Gasparro đảm nhận, với các hình ảnh của mặt trước và mặt sau nhằm để vinh danh cố tổng thống, cũng như sự kiện đổ bộ lên Mặt Trăng. Thiết kế mặt sau, trên thực tế chỉ là một biến thể từ huy hiệu nhiệm vụ của tàu Apollo 11. Do nhu cầu cấp thiết về việc phát hành đồng đô la mới, không có cuộc thi thiết kế công khai nào được tổ chức. Nhiều đồn đoán khác nhau xuất hiện, vì việc phát hành đồng đô la mới chỉ sẵn sàng vào ngày 1 tháng 11 năm 1971.
Quốc hội Hoa Kỳ năm 1970 đã chính thức thông qua đề xuất một đồng xu để vinh danh cố Tổng thống, tướng Eisenhower và lần đầu tiên con người đặt chân lên Mặt Trăng. Dự luật có một phần nội dung về phát hành đồng xu đô la mới được Tổng thống Hoa Kỳ Richard Nixon vội vàng ký chỉ một vài phút trước thời khắc Giao Thừa sau khi nhận ra rằng việc ông không ký dự luật này sẽ làm cho dự luật bị bác bỏ. Một điểm tranh cãi trong dự luật này là cho phép một phần lợi nhuận từ việc bán các đồng xu dành cho giới sưu tập cho một tổ chức tư nhân, Eisenhower College, Seneca Falls, New York. Tổ chức này đã nhận được 9 triệu đô la từ quy định này. Một thiết kế nhằm kỷ niệm 200 năm lập quốc Hoa Kỳ cũng được phát hành, với mặt chính vẫn là Tổng thống Eisenhower, trong khi đó mặt sau khắc họa hình ảnh Chuông Tự do trên Mặt Trăng. Mẫu đặc biệt này được đúc trong hai năm 1975 và 1976, tuy vậy trên đồng xu để năm kép 1776-1976, do đó không có đồng đô la Eisenhower khắc năm 1975. Đồng xu được khắc năm 1975 được khắc năm 1974 hoặc năm kép 1776-1976.
Vì phiên bản thường (lưu thông chung) của đồng đô la Eisenhower, nó là đồng đô la có kích thước tương đương với các đồng đô la bằng bạc (kích thước lớn) duy nhất của Hoa Kỳ không làm bằng bạc. Đồng tiền này cũng là lần cuối cùng mệnh giá tiền xu một đô la có chứa một hàm lượng bạc nhất định (phiên bản sưu tập). Đây là lần đầu tiên một tổng thống Hoa Kỳ qua đời sau khi hồi hưu nhanh chóng được khắc trên một đồng tiền xu lưu hành chung của Hoa Kỳ. Đồng tiền này được phát hành trong bối cảnh mối quan hệ giữa chính phủ Hoa Kỳ và các nhà sưu tập tiền xu không được tốt, do chính phủ ngăn cản hoạt động sưu tập từ năm 1963 đến năm 1967.

## Lưu hành và sưu tập

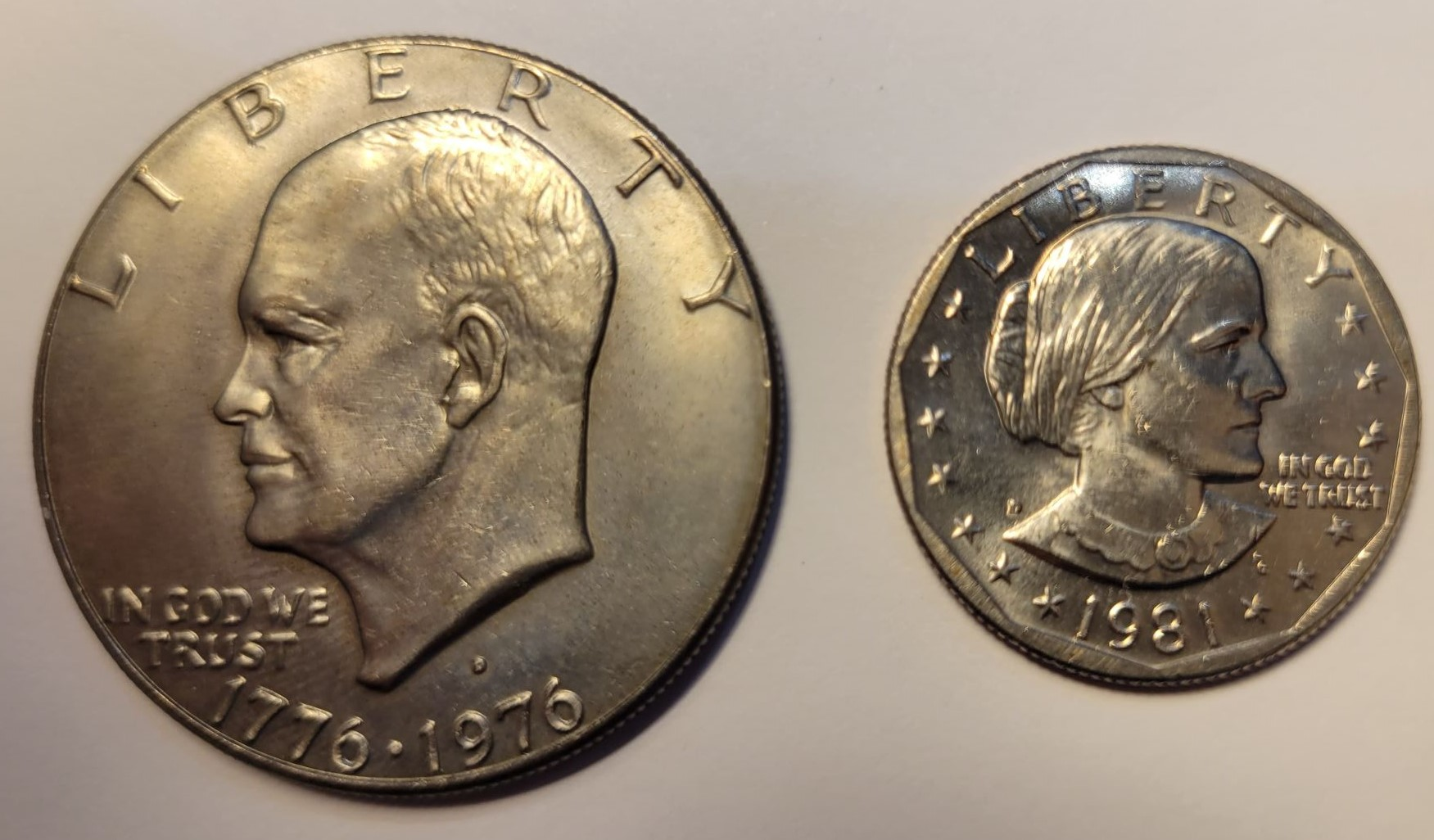
Kích thước đồng đô la cỡ lớn với đồng đô la mới có kích thước nhỏ hơn

Được sự ủng hộ mạnh mẽ của giới hóa tệ học Hoa Kỳ, tuy vậy người dân Hoa Kỳ không sử dụng đồng xu này, do họ sử dụng tiền giấy một đô la. Đồng xu đô la bị đánh giá là quá lớn và nặng để sử dụng trong giao dịch hằng ngày. Đồng xu này rất nổi tiếng khi chúng phát hành ra công chúng, được cho là được phát hành do vận động hành lang từ các nhà công nghiệp sòng bạc. Lý do chính cho việc phát hành này là do các đồng đô la bạc đã ngừng lưu thông tại Hoa Kỳ kể từ năm 1964, và các sòng bạc đã phải đặt đúc các đồng xu khác mang kích thức tương tự để thay thế chúng. Việc phát hành đồng đô la này được xem là một thất bại, vì chúng chỉ lưu hành ở các sòng bạc và các vùng phụ cận. Sự quan tâm của giới sưu tập đối với đồng xu khi chúng được phát hành là lớn, nhưng giảm dần cho đến thập niên 1990.
Đồng xu này chưa từng lưu thông rộng rãi, và được sử dụng phổ biến ở trong các sòng bạc miền Tây nước Mỹ. Chúng thực sự phổ biển tại các sòng bài tại bang Nevada, đóng vai trò là phần thưởng cho các máy đánh bạc hoặc thay thế chip poker. Các khách chơi bạc thường giữ chúng lại vì hiếm thấy chúng xuất hiện trong lưu thông, và đồng xu (poker chip) ở sòng bạc trở thành một vật lưu niệm đối với họ. Với nhu cầu thấp của đồng tiền này, chúng không được đúc cho lưu thông vào năm 1973, với tổng số đúc là 2 triệu cho mỗi cục đúc tiền Denver và Philadelphia để dùng cho các bộ tiền xu Cục Đúc (Mint Sets). Có 1.769.258 bộ tiền xu được phát hành (tương đương số lượng đồng xu cho mỗi cục đúc), số đồng xu dôi dư (khoảng 230.798 đồng) được nung chảy. Sau khi đồng đô la này bị ngừng đúc vào năm 1978, các sòng bạc tiếp tục sử dụng chúng trong vòng 2-3 năm sau đó trước khi phải đặt các token thay thế để sử dụng.
Để tìm thấy một đồng xu đô la Eisenhower trong lưu thông là không phổ biến. Tuy vậy, trên thị trường mua bán tiền xu, các nhà buôn bán tiền xu thường có trữ lượng dồi dào và phong phú về các chủng loại các đồng đô la hiện đại, bao gồm đô la Eisenhower. Các ngân hàng đôi lúc cũng có một số lượng ít đồng đô la Eisenhower. Các đồng tiền có chất lượng thấp thường không được sưu tập cách rộng rãi.
Theo Hướng dẫn về Giá (Price Guide) của Numismatic Guaranty Company (NGC), đồng Đô la Eisenhower có giá trị từ 1,05 đến 1,50 đô la Mỹ, đối với các đồng xu đã bị lưu hành. Thông thường, vì các đồng xu này không lưu hành nữa, những người sở hữu chúng thường cuộn chúng lại và đưa đến đổi lấy tiền giấy tại ngân hàng. Đồng xu này không được sư tập rộng rãi bằng Đô la Morgan, nhưng dần trở nên phổ biến trong giới sưu tập tiền xu, và do đó nhiều biến thể của đồng xu này dần dần được phát hiện. Tuy vậy, các danh mục giá tiền xu vẫn chưa cập nhật các biến thể này, do chúng cần đạt được mức quan tâm đủ để được liệt kê. Biến thể đáng giá nhất là 1972 Type 2, được phân biện bởi hình ảnh Trái Đất trên mặt sau đồng xu. Đồng xu này có trữ lượng rất dồi dào trong tình trạng không lưu thông (uncirculated). Một số đồng xu 1974-D và 1977-D được đúc có hàm lượng bạc do lỗi ở cục đúc tiền.

## Các thiết kế

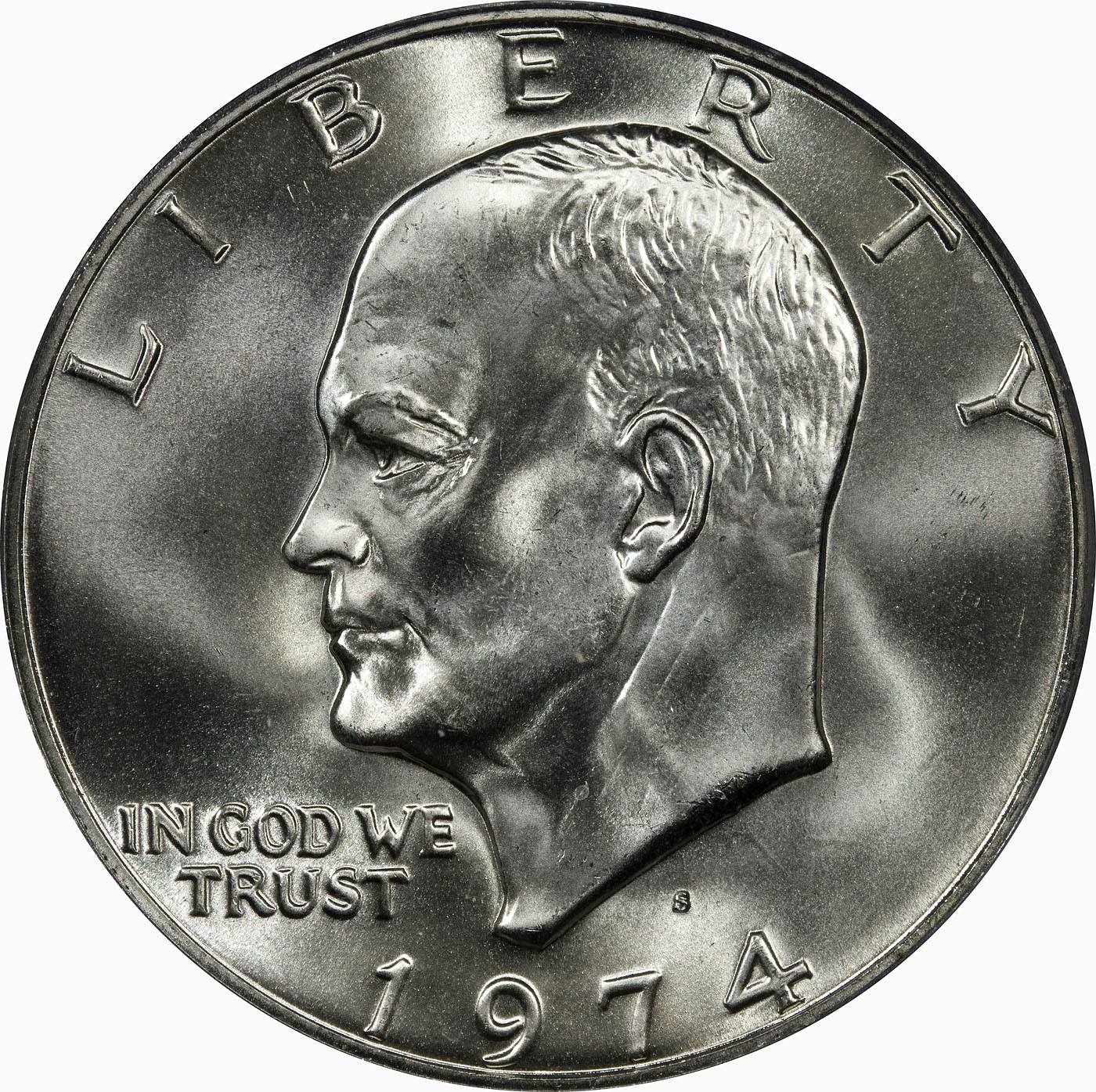
Mặt trước đồng xu Ike, 1971-1978
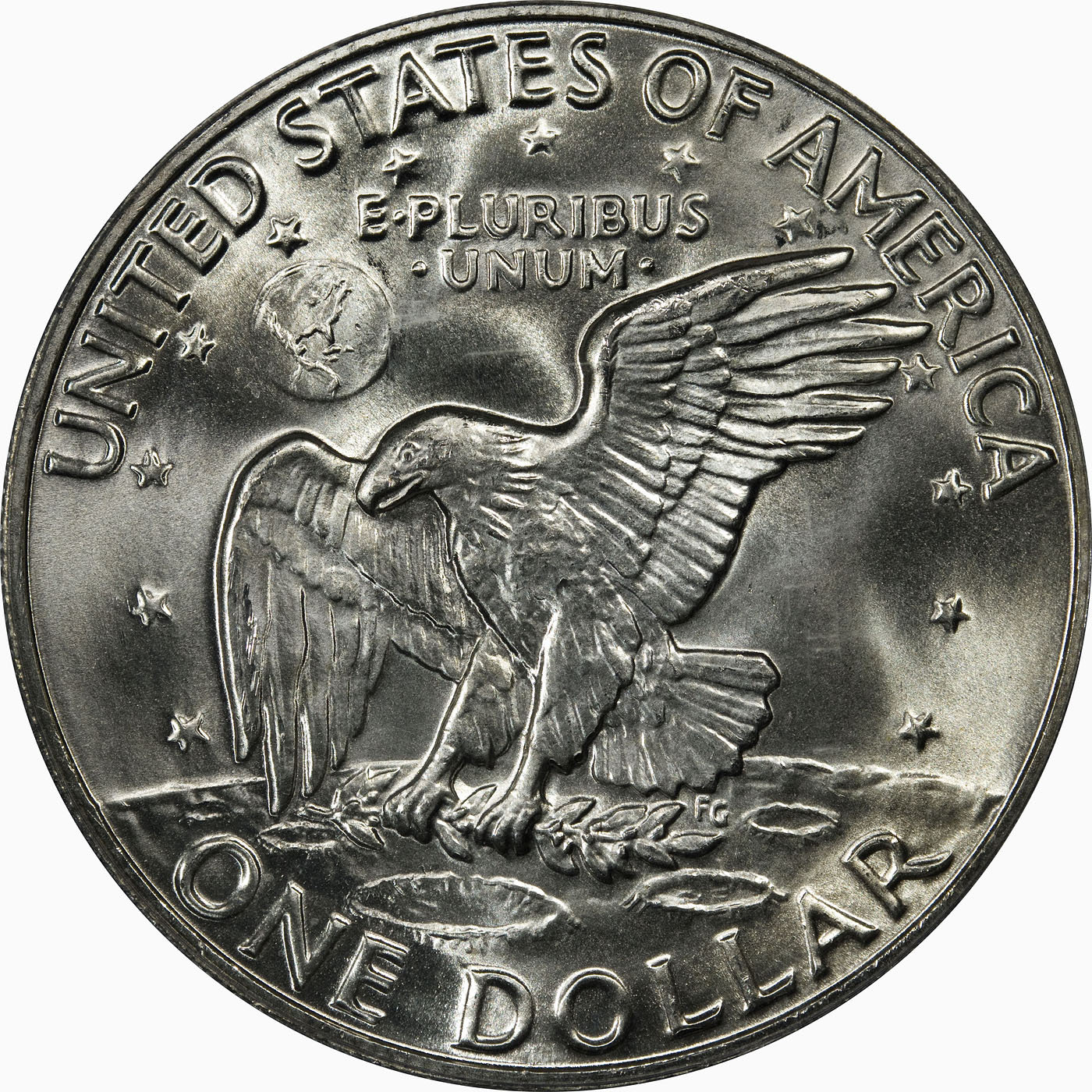
Mặt sau đồng xu Ike, 1971–1974, 1977–1978
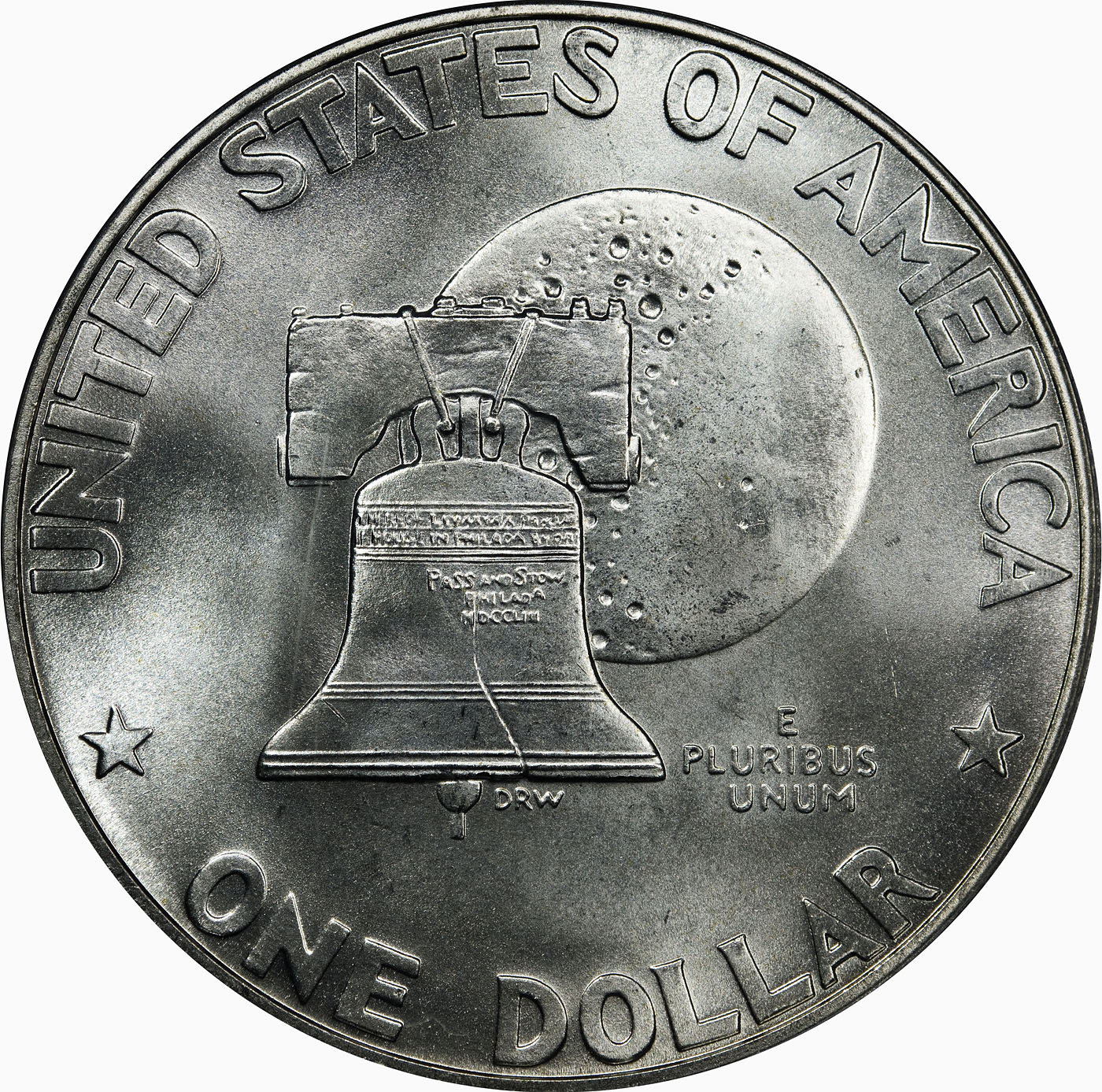
Mặt sau của đồng xu kỷ niệm 200 năm lập quốc, Type I (1975)
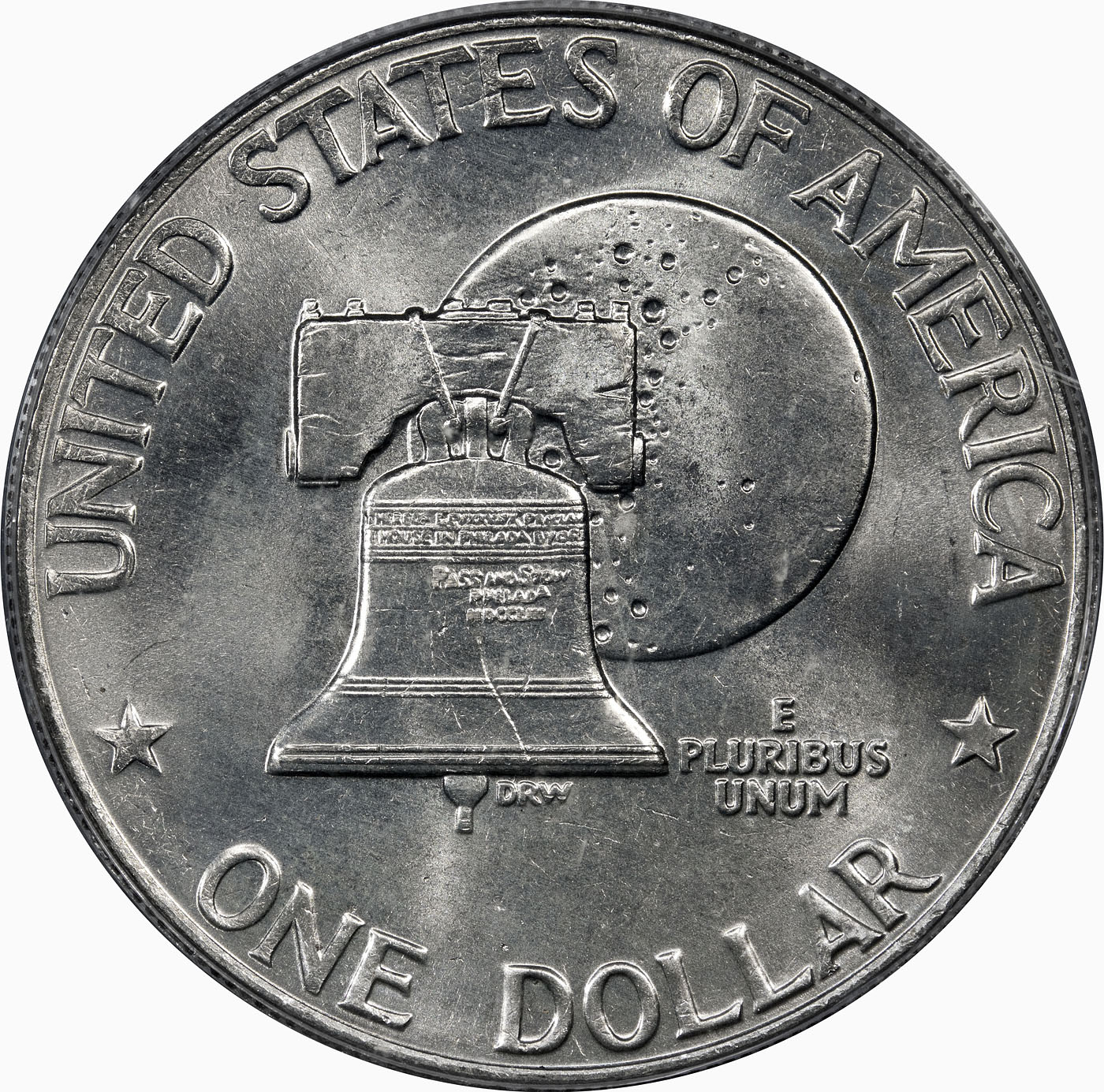
Mặt sau của đồng xu kỷ niệm 200 năm lập quốc, Type II, đúc trong các năm 1975–76